# Sector terciari

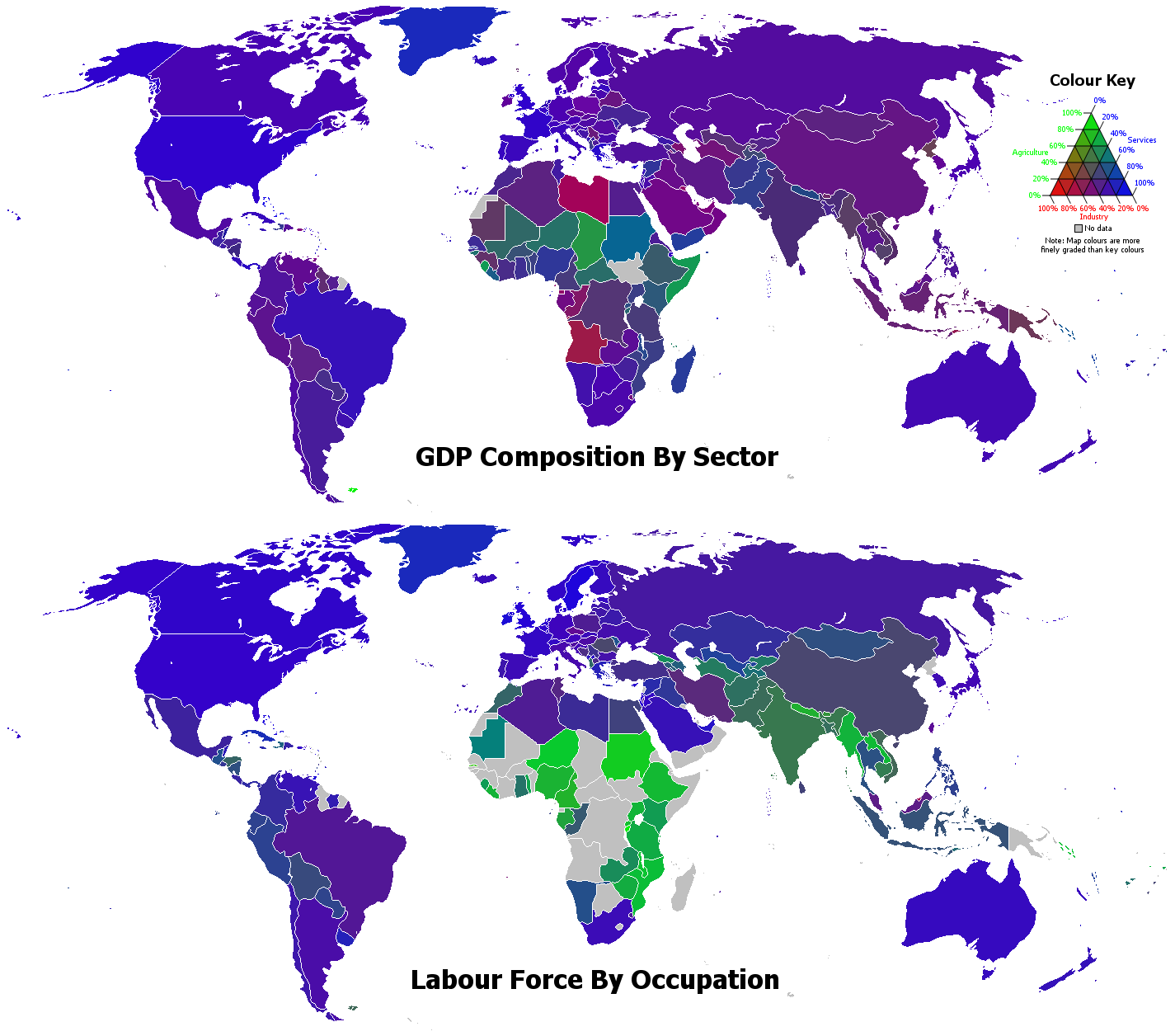
Composició del Producte interior brut per sector de l'economia

El sector terciari d'una economia (també conegut com a sector dels serveis o també sector dels servicis) és una de les tres categories industrials d'una economia (les altres són: el sector primari, relacionat amb l'extracció i/o el desenvolupament dels recursos naturals, i el sector secundari, relacionat amb la indústria de manufactura).
Els serveis es defineixen en la literatura econòmica tradicional com a "béns intangibles", i són el conjunt d'activitats que busquen respondre a una o més necessitats d'un client, i poden ser serveis públics, privats o mixtos. El sector terciari inclou l'oferiment de serveis ja sigui a altres negocis i indústries o als consumidors finals. Aquest sector inclou les activitats de transport, distribució i venda dels béns d'un productor al consumidor, com és el cas de les vendes minoristes i majoristes. També inclou serveis personalitzats com ara l'entreteniment, restaurants, educació, bancs, turisme, els serveis de sanitat, les franquícies, els mitjans de comunicació i les companyies d'assegurances.
Entre finals del segle XIX i principis del segle XX les antigues indústries abandonaven els centres de les ciutats per traslladar-se a la perifèria, on es van desenvolupar els districtes industrials, on ja s'instal·laven les noves indústries, on el sòl era considerablement més barat que el centre de la ciutat i el transport de subministraments i productes acabats era molt més fàcil sense la congestió constant emblemàtica del centre, deixant lloc al centre per al sector terciari, que en alguns casos es convertien en el downtown (centre de la ciutat). Com a resultat d'aquesta migració, la fabricació va deixar de ser una part important de la barreja d'empreses del centre de la ciutat.
Des de la dècada del 1960, els països industrialitzats han experimentat un canvi substancial de llurs economies d'una concentració del sector primari o secundari cap a la concentració del sector terciari. Encara que la primera economia a seguir aquest camí va ser el Regne Unit, la velocitat amb què les altres economies han fet o estan fent aquesta transició cap al sector dels serveis (sovint coneguda com l'economia postindustrial), s'ha accelerat amb el temps.